# Vaslui (župa)
Vaslui je župa v Rumunsku. Leží v rumunské Moldávii, na východě země a jejím hlavním městem je Vaslui.

## Charakter župy
Župa hraničí na východě s Moldávií, na jihu s župou Galați, na jihozápadě s župou Vrancea, na západě s župou Bacău a na severu s župami Neamț a Iași. Její území je mírně zvlněné, nadmořská výška ale nikde nepřesahuje 500 m. Protékají tudy velmi významné řeky (Prut a Bârlad), ze severu na jih. Přestože za doby socialismu právě Vaslui byla velmi industrializovaná oblast, po revoluci mnoho podniků zkrachovalo, a tak teď je dominantní zemědělství. Nejdůležitější komunikací je železnice, spojující hlavní město Vaslui a Bârlad s Bukureští a Jasy.

## Města
- Vaslui
- Bârlad
- Negrești